# Miss Brasil 2002
Miss Brasil 2002 foi a 48ª edição do tradicional concurso de beleza feminino de Miss Brasil, válido para a disputa de Miss Universo 2002. Esta edição foi realizada no dia treze de abril no espaço de eventos "Ribalta" no estado do Rio de Janeiro. A gaúcha Miss Brasil 2001 Juliana Borges coroou Joseane Oliveira também do Rio Grande do Sul no fim da competição. O concurso foi transmitido nacionalmente pela Rede TV!, apresentado pela Miss Brasil 1997 Nayla Micherif junto ao empresário e jornalista Edilásio Júnior e teve como atração musical o francês Chris Durán.
Taíza Thomsen, a segunda colocada no concurso deste ano, foi posteriormente declarada a vencedora do concurso após ter sido descoberto que vencedora de facto Joseane Procasco Guntzell de Oliveira era casada desde 1998. Anos mais tarde, Taíza também envolveu-se em escândalo: ficou meses desaparecida em 2006, tendo sido notícia no Brasil e no exterior. A ex-Miss Brasil foi encontrada em Londres, onde residia e trabalhava ilegalmente.

## Resultados

### Colocações
| Posição                 | Estado e Candidata |
| ----------------------- | --- |
| Destronada              | - Rio Grande do Sul - Joseane Oliveira |
| Assumiu                 | - Santa Catarina - Taíza Thomsen |
| 2º. Lugar               | - Pernambuco - Milena Lira |
| 3º. Lugar               | - Paraná - Keli Kaniak |
| 4º. Lugar               | - Rio de Janeiro - Gisele Leite |
| (TOP 10) Semifinalistas | - Amazonas - Tatiane Alves - Bahia - Bárbara Fernandes - Goiás - Luana Chaves - Mato Grosso do Sul - Letícia Ávila - São Paulo - Issa Oliveira |

### Prêmio Especial
Somente um título especial foi dado durante o concurso:
| Prêmio        | Estado e Candidata             |
| ------------- | ------------------------------ |
| Miss Simpatia | - Bahia - Bárbara Fernandes    |
| Miss Internet | - Minas Gerais - Tamara Raíssa |

### Ordem dos anúncios
| 1. Amazonas 2. Bahia 3. São Paulo 4. Goiás 5. Santa Catarina 6. Paraná 7. Rio Grande do Sul 8. Mato Grosso do Sul 9. Rio de Janeiro 10. Pernambuco | 1. Paraná 2. Rio Grande do Sul 3. Rio de Janeiro 4. Pernambuco 5. Santa Catarina |  |  |

## Jurados

### Final
1. Rogéria, atriz;
2. Eliana Pittman, cantora;
3. Lígia Azevêdo, empresária;
4. Patrícia Godói, Miss Brasil 1991;
5. José Hugo Celidônio, chef de cozinha;
6. Conrado Nobili, diretor da Rede TV! Rio;
7. Rono Neves, empresário supermercadista;
8. João Alberto, colunista social do "Diário de Pernambuco";
9. Maria Raquel de Andrade, Miss Brasil 1965;
10. Eva Veloso, socialite e relações públicas;
11. Ricardo Amaral, jornalista e empresário;
12. Bernard, atleta e deputado estadual;
13. Letícia Barbosa, Miss Ceará 1991;
14. Lúcia Petterle, Miss Mundo 1971;
15. George Moreira, estilista;

## Candidatas
Disputaram o título este ano:
| - Acre - Aline Oliveira Casas - Alagoas - Érika Catarina Tenório - Amapá - Jorlene de Jesus Modesto - Amazonas - Tatiane Kelen Barbosa Alves - Bahia - Bárbara Fernandes Moreira - Ceará - Andréia Batista Monteiro - Distrito Federal - Patrícia Wüstro - Espírito Santo - Eliane Gil Gatto - Goiás - Luana de Oliveira Chaves | - Maranhão - Regiane Farah Borralho - Mato Grosso - Cláudia Renata Röhde - Mato Grosso do Sul - Letícia de Souza Ávila - Minas Gerais - Tâmara Raíssa Ribeiro - Pará - Mary Helen Corrêa Braga - Paraíba - Kilma Donato de Araújo - Paraná - Kelly Kaniak de Oliveira - Pernambuco - Milena Ricarda de Lima Lira - Piauí - Rosiane Lima de Oliveira | - Rio de Janeiro - Gisele de Oliveira Leite - Rio Grande do Norte - Muriel de Lima Mendes - Rio Grande do Sul - Joseane Guntzell de Oliveira - Rondônia - Renata Andrésia de Medeiros - Roraima - Ádria Mayara Silva Rodrigues - Santa Catarina - Taíza Thömsen Severina - São Paulo - Issa Alves de Oliveira - Sergipe - Ana Carla Dantas Ferreira - Tocantins - Daniela Dias Fernandes |

## Repercussão

### Descoroação
No começo de 2003 a então vencedora da edição de 2002 do Miss Brasil, Joseane Procasco Guntzell de Oliveira afirmou durante sua breve participação no reality show da Rede Globo, Big Brother Brasil que era casada desde 1998. A repercussão da notícia fez com que ela perdesse o título que carregava desde o ano anterior. A empresa detentora da realização do concurso nacional, então "Gaeta Promoções e Eventos" não resolveu processar a miss, porém, ela perdeu a coroa e ajudou a passar a faixa para a sua primeira sucessora no concurso nacional, a catarinense Taíza Thomsen. Curiosamente, o ano de 2002 não descoroou somente a brasileira, o Miss Universo e o Miss Terra também perderam suas vencedoras, a russa Oxana Fedorova  e a bosníaca Džejla Glavović perderam seus títulos por faltar com algumas obrigações contratuais.
Com destituição do título, todas as candidatas estaduais que ficaram entre o segundo e quinto lugar subiram uma posição, isto é, a segunda colocada virou Miss Brasil e a terceira colocada ficou com a segunda colocação, e assim por diante. Por ter sido destronada, o título de 2002 não entra em contagem para o estado do Rio Grande do Sul e sim para o estado de Santa Catarina. O Rio Grande do Sul ficaria com o título caso Joseane desistisse de ser Miss Brasil como ocorria nos anos sessenta, mas como foi destronada, o regulamento é outro. Ao assumir o título, a catarinense processou a "Gaeta Promoções e Eventos" por danos morais e materiais. O processo foi finalizado em 2012 e a Gaeta foi condenada a pagar R$100 mil reais para a miss.

### Sumiço
Mesmo com apenas dois meses de reinado antes da realização do concurso nacional de 2003, Taíza Thomsen voltaria a ser manchete. Ela desapareceu, viajou para fora do país sem dar notícia para os pais. Segundo a Polícia Federal Internacional, a Interpol, ela foi achada em Londres, na Inglaterra, onde trabalhava como empregada doméstica. Ela ficou desaparecida por anos, até voltar para casa em 2013, onde afirmou ter sido refém de um namorado belga. E o motivo por ter fugido foi porque estava sendo ameaçada por um namorado que deixou em Joinville. Ainda de acordo com alguns jornais menores, Taíza contou uma "história" para servir de justificativa para seu sumiço.